# Taburete Frenesí
El Taburete Frenesí es un taburete producido en 1984 por el Grupo Transatlántico, formado por el grafista Lluís Morillas (Barcelona, 1958) y los diseñadores industriales Ramón Benedito Graells (Barcelona, 1945) y Josep Puig (Tarrasa, 1955). Para Transatlántico, el taburete Frenesí fue un mueble con protagonismo, que mezclaba el atrevimiento y la utilidad en astuta combinación. Como ha manifestado Josep Puig en alguna ocasión, un mueble con una nueva apariencia externa que, al mismo tiempo, daba una agradable sensación de confort.

## Historia
En 1983 el grafista Lluís Morillas y los diseñadores industriales Ramón Benedito y Josep Puig, crearon el grupo «Transatlántico» con el que realizaron propuestas avanzadas en el campo del diseño hasta 1990, año de la disolución del equipo. Uno de los primeros resultados fue el Programa Metamorfosis (1984), consistente en una colección de mobiliario llamada Muebles Sensuales que integraba la mesita Mesamela, la silla Seductora, la barra de bar Íntima y el taburete Frenesí.
Este último, el único comercializado de los cuatro, consiguió una buena aceptación entre el público, al tiempo que fue la estrella indiscutible de la colección. La novedad radicaba en la contundente composición en diagonal, así como en la forma del asiento y la base de apoyo, que rompían totalmente con la estructura de los taburetes tradicionales. En este sentido, las cuatro patas usuales se convirtieron en una, y se evitó el clásico asiento redondo y plano en favor de uno antropomórfico, muy próximo al asiento de bicicleta.
En el momento de proyectar el taburete, el grupo «Transatlántico» estaba al corriente del diseño posmoderno y quiso, con la colección que integra esta pieza, dar respuesta al interiorismo refinado de los bares públicos de la década de los ochenta, que se ocupaba del diseño general de interior pero olvidaba el mobiliario, a menudo relegado al uso de los modelos estándares. El equipo inició así un trabajo de investigación en la línea del diseño experimental que, plenamente vanguardista, consiguió tener su primer éxito con el taburete. Fue producido por la empresa Akaba, SA, con sede en Lasarte (Guipúzcoa), a partir de 1986. En la continuidad de su trabajo siguieron otros resultados, como la cama Nexus (1986) y el mueble de recibidor Alicia (1987), este último también presente en la colección del Museo de las Artes Decorativas de Barcelona.
Varios locales adquirieron el taburete, producido entonces por la joven y prometedora empresa Akaba, SA, que lo distribuyó a Alemania, Australia, España, Estados Unidos, Francia, Gran Bretaña, China (Hong Kong), Japón, Singapur, Suecia y Suiza .

## Características

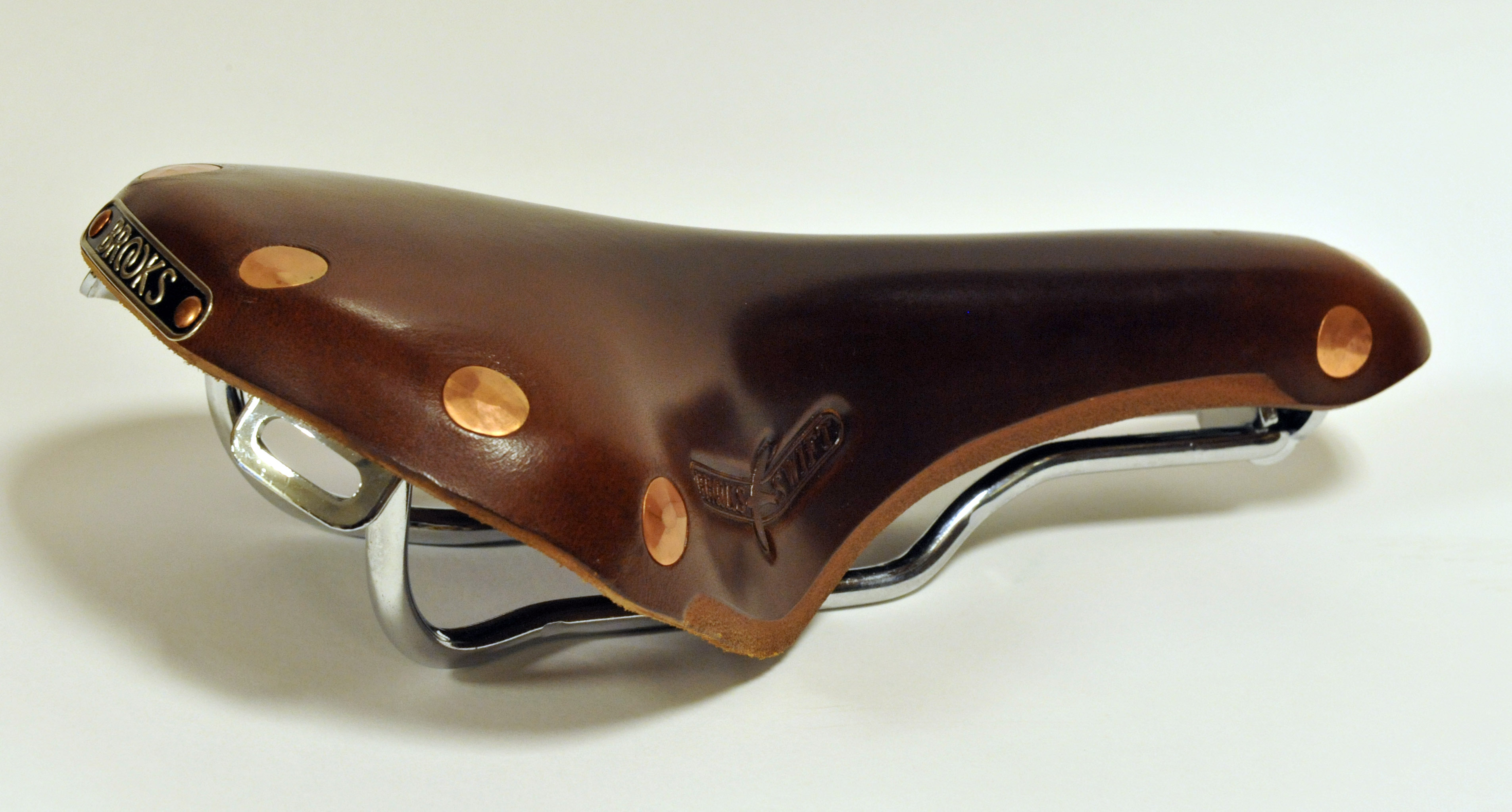
El asiento antropomórfico del Taburete Frenesí recuerda a un asiento de bicicleta.

Estructuralmente, el taburete Frenesí se caracteriza por un cossol de acero inoxidable en forma de disco que hace de base, de donde sale un tubo cilíndrico inclinado de acero cromado que es el apoyo, del que salen el reposapiés de aluminio y dos tirantes posteriores-de titanio en la primera producción y posteriormente realizados de acero cromado-que aguantan el asiento, compuesto por una consistente lámina de hierro tapizada de cuero y que se aguanta por los extremos con los tirantes y el tubo, de donde sobresale una pieza semiesférica de PVC rosada o morada.
El asiento se había pensado sin la fina lámina de hierro que le da consistencia, por lo que resultaba blando y provocaba, en sentarse, una sensación envolvente que dejaba el cuerpo en suspensión entre los tres extremos de apoyo. La voluntad de asegurar la resistencia y la durabilidad del cuero obligó a de añadir la mencionada lámina de hierro, sin que el asiento dejara de evocar la ropa íntima. Esta intimidad se entrega al fálico soporte inclinado, donde despunta, en lo alto de todo, un extremo redondeado con los carnosos colores del deseo. Son, pues, partes de un asiento que pueden llegar a afectar al usuario, porque a Frenesí hay piel y símbolo entre las piernas. De manera análoga al erotismo de la pieza, hay que destacar la comodidad, la funcionalidad y la estética, además de un equilibrio entre elementos suaves, seguros y resistentes.

## Exposiciones
El modelo fue expuesto en 1985 en las muestras Worldesign (Washington) y Europalia (Bruselas), y en 1987 en Design- Auswahl (Stuttgart), en la XIX Bienal Internacional (São Paulo). También formó parte de la exposición retrospectiva sobre los Premios Delta que se celebró en la sala 3 del Palacio Robert de Barcelona entre el 7 de octubre de 2010 y el 26 de junio de 2011.

## Presencia en Museos
En 1994 la empresa Akaba, SA vendió un ejemplar de época al Museo de las Artes Decorativas de Barcelona, que actualmente se expone en su colección permanente en el Palacio de Pedralbes, y el año 2010 ingresó otro en las colecciones del Museo de Victoria y Alberto de Londres.

## Premios y reconocimientos
- 1986 - Premio Delta de Plata[7]